# Estnische Badmintonmeisterschaft 2018
Die Estnische Badmintonmeisterschaft 2018 fand vom 2. bis zum 4. Februar 2018 in Tartu statt. Es war die 54. Austragung der Titelkämpfe.

## Medaillengewinner
| Disziplin    | Gold                               | Silber                      | Bronze                        |
| ------------ | ---------------------------------- | --------------------------- | ----------------------------- |
| Herreneinzel | Raul Must                          | Mikk Õunmaa                 | Mihkel Laanes                 |
| Dameneinzel  | Kristin Kuuba                      | Getter Saar                 | Kati-Kreet Marran             |
| Herrendoppel | Kristjan Kaljurand Raul Käsner     | Mikk Järveoja Mihkel Laanes | Mikk Õunmaa Heiko Zoober      |
| Damendoppel  | Kristin Kuuba Kati-Kreet Marran    | Catlyn Kruus Ramona Üprus   | Helen Klaos Kätlin Lattik     |
| Mixed        | Kristjan Kaljurand Hannaliina Piho | Vahur Lukin Grete Talviste  | Kristjan Täherand Eve Laansoo |